# マリオ・カスン
マリオ・カスン（Mario Kasun, 1980年4月5日 - ）は、クロアチアのプロバスケットボール選手。トルコ男子プロバスケットボールリーグ1部TBLの強豪エフェス・ピルゼン所属。ユーゴスラビア連邦クロアチアヴィンコヴツィ出身。ポジションはセンター。216cm、120kg。